# Eli Navarro
Pour les articles homonymes, voir Navarro (homonymie) et Weevil.
Eli « Weevil » Navarro est un personnage de la série télévisée Veronica Mars. Il est incarné par Francis Capra.

## Biographie du personnage
Eli Navarro est un adolescent, chef d'un gang de motards. Au début de la série, il attache Wallace Fennel au piquet du mât de Neptune High pour avoir fait appel au shérif la veille lorsque sa bande cambriolait l'épicerie où Wallace est employé.
Eli Navarro a donc un passé chargé avec plusieurs violations de la loi.
Au cours de la saison 2, il renonce au gang car ses amis l'ont trahi en s'associant aux Fitzpatrick, la mafia neptunienne.
Veronica l'aide dans ses études, il la respecte et devient son ami "protecteur".
Sa grand-mère, malade, souhaite le voir monter sur les marches pour aller chercher son diplôme; malheureusement il se fera arrêter juste avant.
Au début de la saison 3, il devient détective associé de Keith puis homme à tout faire à Hearst : après son arrestation, il a besoin d'un travail pour ne pas avoir à retourner en prison. Veronica parvient à lui faire obtenir ce poste.
Dans le film, il mène une belle vie : il est marié à Jade et père d'une petite fille, Valentina. Mais il se fait tirer dessus par Celeste Kane alors qu'il venait la protéger d'une attaque de motards. Celeste Kane témoigne contre Weevil en disant qu'il allait l'attaquer avec une arme.
Dans la saison 4, sa femme est partie et Weevil a repris ses mauvaises habitudes. Il squatte chez sa sœur Claudia et traine toujours avec Hector Cortez. Avec sa bande, il est payé par Richard Casablancas pour faire monter la criminalité sur la promenade de Neptune, au bord de la mer, pour que l'homme d'affaires rachète ensuite le tout à bas prix. Il côtoie alors Alonzo Lozano, membre d'un cartel mexicain venu à Neptune pour se venger, qui a une liaison avec Claudia.

### Vie amoureuse
Weevil était éperdument amoureux de Lilly Kane, il a même tatoué son prénom sur son corps. Avant il a aussi été amoureux de Carmen.